# Sōya (1938)
Sōya (jap. 宗谷) – japoński lodołamacz używany jako statek dostawczy i badawczy w czasie drugiej wojny światowej, a w latach 1956–1962 jako statek zaopatrujący japońską stację antarktyczną Shōwa (Syowa). Obecnie statek muzeum wchodzący w skład Muzeum Morskiego w Tokio.

## Historia
Statek został zamówiony w 1936 przez ZSRR w stoczni Matsuo (w Nagasaki) jako statek handlowy ze wzmocnieniami lodowymi. 31 października 1938 położono stępkę. Zwodowano go 16 lutego 1938 jako "Wołoczajewiec" (Волочаевец) (jap. ボロチャエベツ "Borochaebetsu"). 10 czerwca 1938 statek ukończono, ale kontrakt z ZSRR został zerwany na skutek napięć politycznych. Statek jako "Chiryō Maru" (jap. 地領丸) stał się własnością Tatsunan Kisen Co. 
W listopadzie 1939 statek został zarekwirowany przez japońską marynarkę wojenną i w lutym 1940 jako "Sōya" stała się statkiem dowożącym amunicję. Do czerwca tego samego roku jednostkę przebudowano pod kątem wypełniania funkcji statku amunicyjnego i badawczego. 
18 lutego 1944, w czasie operacji Hailstone statek został uszkodzony, a 10 osób z załogi zginęło. 
We wrześniu 1945 statek zdemobilizowano i przebudowano, przystosowując do transportu repatriantów. Pełnił to zadanie do lipca 1946, przewożąc prawie 19 tys. osób.
W 1949 statek przeniesiono do służby w japońskiej straży wybrzeża w roli zaopatrzeniowca dla latarniowców.
W lipcu 1950 statek został przebudowany i stał się pierwszym japońskim statkiem do badań arktycznych.
W latach 1956–1962 lodołamacz sześciokrotnie odbył podróż z Japonii na Antarktydę, a następnie był używany jako statek patrolowy i badawczy w okolicach Hokkaido.

Trasa Japonia-Antarktyda

W latach 1956–1958 dokonano kolejnej, dużej przebudowy, zmieniając napęd na silnik spalinowy, instalując pokład helikopterowy i hangary dla 4 śmigłowców oraz zwiększając wyporność do 4 365 ton.
3 października 1978 statek wycofano ze służby i zacumowano jako część muzeum.